# Dicranomyia junctura
Dicranomyia junctura är en tvåvingeart som först beskrevs av Alexander 1949.  Dicranomyia junctura ingår i släktet Dicranomyia och familjen småharkrankar. Inga underarter finns listade i Catalogue of Life.